# Glaucina ouden
Glaucina ouden är en fjärilsart som beskrevs av Dyar 1913. Glaucina ouden ingår i släktet Glaucina och familjen mätare. Inga underarter finns listade i Catalogue of Life.